# Lap-Chee Tsui
El professor Lap-Chee Tsui, OC, O.Ont en xinès:徐立之; nascut el 21 de desembre de 1950, és un genetista de Hong Kong-Canadà i ha estat president de la Universitat de Hong Kong.

## Biografia
Tsui nasquà a Shanghai. Es crià a Tai Koon Yu, una petita població de Kowloon
Estudià biologia al New Asia College de la Universitat Xinesa de Hong Kong, continuà la seva educació als Estats Units i va obtenir el seu Ph.D. de la Universitat de Pittsburgh el 1979. S'uní al Departament de Genètica de l'Hospital for Sick Children de Toronto el 1981.

## Contribucions acadèmiques
Tsui i el seu equip l'any 1989, identificaren el gen defectuós del regulador de la malaltia de la fibrosi quística (CFTR). També ha contribuït a l'estudi del genoma humà, especialment la caracterització del cromosoma 7, i la identificació d'altres gens de malalties.